# Grand Roc Noir

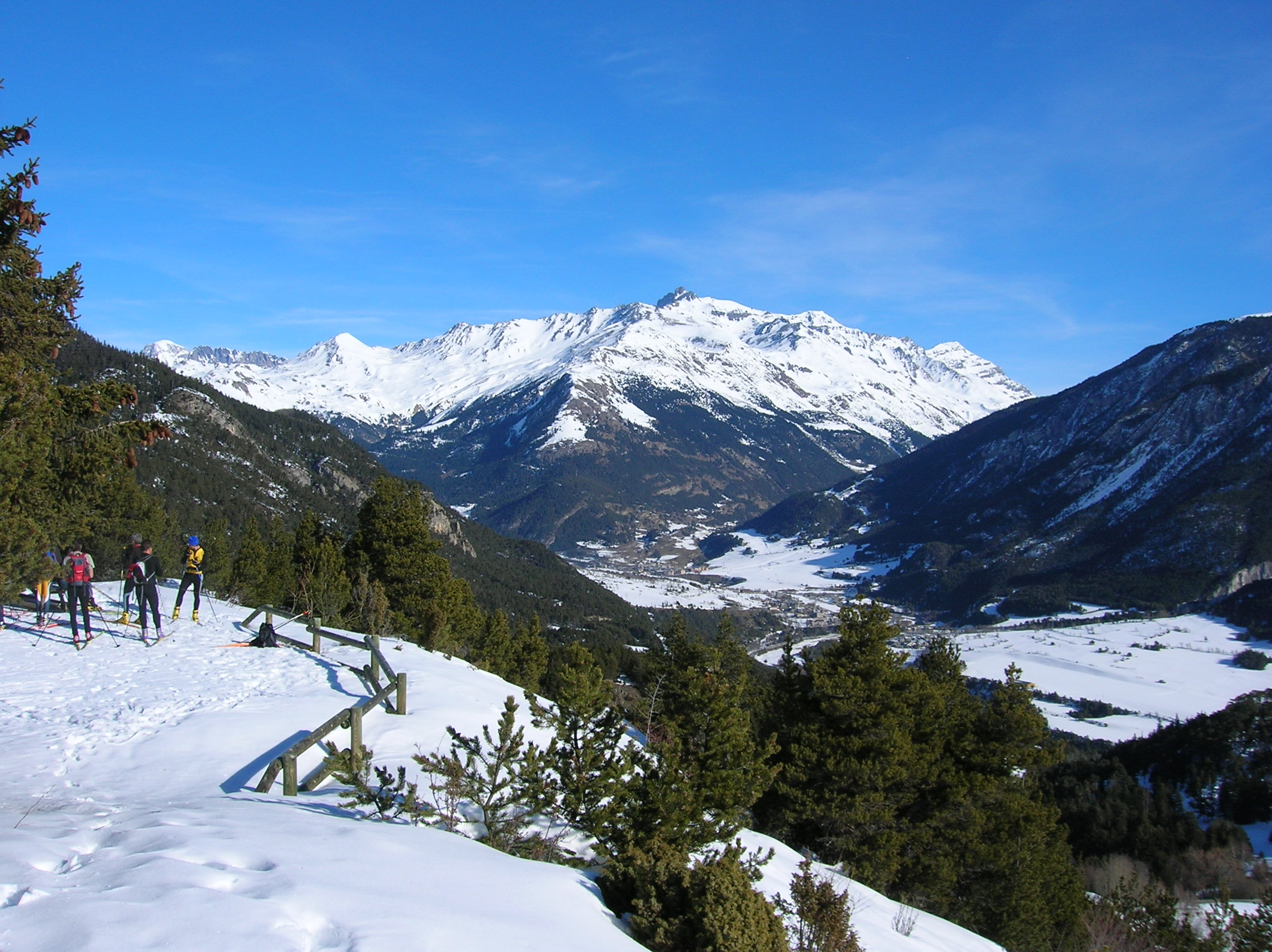
Grand Roc Noir vanaf Aussois in 2008

De Grand Roc Noir is een 3582 meter hoge berg in het Franse departement Savoie. De berg behoort tot de Vanoise, deel van de Grajische Alpen. De top bestaat voornamelijk uit schist. Ten oosten van de Grand Roc Noir ligt de gletsjer Glacier du Vallonnet met een oppervlakte van meer dan twee vierkante kilometer Ten zuiden ligt de grote vallei van de Haut-Maurienne; ten noorden ligt de kleinere vallei van Rocheure, met onder meer de berghut Femma.